# ДС-У2-МП
ДС-У2-МП (- метеоритный) — тип советских научно-исследовательских космических аппаратов разработанных в ОКБ-586 (ныне КБ «Южное») и предназначенных для изучения природы микрометеоров основных ежегодных метеорных потоков и измерение интенсивности, спектрального состава и вариаций гамма-излучений.
Космический аппарат «ДС-У2-МП» стал продолжением программы исследований, начатых на космических аппаратах серии «ДС-МТ».

## История создания
В декабре 1959 года создается Межведомственный научно-технический совет по космическим исследованиям при Академии Наук СССР во главе с академиком М. В. Келдышем, на который возлагается разработка тематических планов по созданию космических аппаратов, выдача основных тематических заданий, научно-техническая координация работ по исследованию и освоению верхних слоев атмосферы и космического пространства, подготовка вопросов организации международного сотрудничества в космических исследованиях.
Членом Президиума Межведомственного научно-технического совета по космическим исследованиям утверждается М. К. Янгель. В области прикладных задач проведения подобных работ было поручено НИИ-4 Министерства обороны СССР.
В 1962 году в программу второй очереди пусков ракеты-носителя «63С1», были включены космические аппараты «ДС-А1», «ДС-П1», «ДС-МТ» и «ДС-МГ».
Положительные результаты первых работ, подтвердившие перспективность дистанционных методов решения научных и прикладных задач, стимулировали огромный поток заявок на разработки новых научно-исследовательских космических аппаратов с различной целевой аппаратурой на борту.
После проведения поисковых проектных работ по разработки новой модификации исследовательских спутников стало очевидно, что в связи с многообразием исследовательских задач и различиями между требованиями к новой серии, разработать аппарат одного типа было практически невозможно.
В 1963 году было принято решение о создании трёх модификаций унифицированной спутниковой платформы:
- ДС-У1 — неориентированный в пространстве космический аппарат с химическими источниками энергии;
- ДС-У2 — неориентированный в пространстве космический аппарат с солнечными батареями, в качестве источника энергии;
- ДС-У3 — ориентированный на Солнце космический аппарат с солнечными батареями, в качестве источника энергии.

Малые космические спутниковые платформы стали инструментальной базой для организации международного сотрудничества в области исследования космического пространства по программе «Интеркосмос».

## Особенности конструкции

### Корпус
Основным узлом каждой модификации унифицированной платформы является герметичный корпус, выполненный из специального алюминиевого сплава — АМг-6, что было продиктовано необходимостью обеспечения определенных климатических условий в середини корпуса аппарата. Цилиндрический корпус длиной 1,46 м и диаметром 0,8 м условно разделен на три отсека:
- отсек научной аппаратуры;
- отсек комплекса основных и вспомогательных систем;
- отсек электроснабжения.

### Солнечные батареи
Солнечная батарея общей площадью 5 м2 представляет собой восьмигранную призму с четырьмя поворотными панелями. Основанием солнечной батареи является штампованный каркас, выполненный из комбинации алюминиевых и магнитных сплавов.
На гранях и торцевых поверхностях каркаса устанавливаются стационарные панели солнечной батареи. Четыре поворотные панели прикреплены к каркасу с помощью поворотных механизмов.
В транспортном положении поворотные панели солнечной батареи закреплены на каркасе в свернутом положении. Открепление и установка солнечных панелей происходит во время отделения космического аппарата от ракеты-носителя.
На всех модификациях спутниковых платформ «ДС-У2» и «ДС-У3» применялись фотоэлектрические системы электроснабжения с солнечными батареями кремниевых фотопреобразователей и электрохимическими батареями серебряно-цинковых аккумуляторов, работающих в буферных зарядно — рязрядных режимах.

### Бортовой аппаратный комплекс
Бортовой аппаратный комплекс космического аппарата типа «ДС-У2-МП» предназначается для командно-информационного, энергетического, климатического и сервисного обеспечения функционирования аппаратуры целевого назначения космического аппарата.
В состав радиотехнического комплекса входит:
- «БРКЛ-Б» — аппаратура командной радиолинии связи, представляет собой узкополосный приемник-дешифратор переданных с Земли сигналов для преобразования их в команды немедленного исполнения;
- «Краб» — аппаратура радиоконтроля орбиты и телесигнализации представляет собой передатчик высокостабильного двухчастотного когерентного сигнала излучения, который используется наземной станцией для

определения орбитальной скорости космического аппарата, а также для передачи информации с датчиков телеметрии;
- «Трал-П2» — аппаратура телеконтроля с запоминающим устройством «ЗУ-2С».

В состав научной аппаратуры входит:
- «БАС-2» — прибор для изучения взаимодействия метеорных частиц с поверхностью спутника, состоящий из блока детекторов «БАС-2Д», отдельного детектора «СД-2» и блока электроники «БАС-2Э»;[9]
- регистратор соударений, состоящий из блока электроники и датчика соударений контрольного датчика;
- наружный регистратор соударений;
- сцинтилляционный детектор, состоящий из блока электроники, многоканального анализатора и выносного сцинтилляционного детектора;
- «ГТ» — гамма-телескоп;
- «ПР-1» — полупроводниковый регистратор;

## Предназначения платформы
Спутниковая платформа космических аппаратов типа «ДС-У2-МП» была предназначена для проведения следующих научных экспериментов:
- исследование природы микрометеоритов основных ежегодных метеорных потоков в сете гипотезы академика Б. П. Константинова об антивещественной природе комет;[9]
- изучение процессов взаимодействия микрометеоритов с поверхностью космического аппарата;
- измерение интенсивности, спектрального состава и вариаций гамма-излучения, приходящего из космического пространства и возникающего в атмосфере Земли;
- изучение состава микрометеоритов по продуктам их распада в верхних слоях атмосферы.[1]

Заказчиком и постановщиком данного научного эксперимента был Ленинградский физико-технический институт имени А. Ф. Иоффе АН СССР] (ныне — ФТИ им. А. Ф. Иоффе).

## Эксплуатация
На базе платформы «ДС-У2-МП» было разработано и запущено со стартовой площадки космодрома «Капустин Яр» два космических аппарата серии «Космос», а именно:
- «Космос-135» — запущенный 12 декабря 1966 года;[2]
- «Космос-163» — запущенный 5 июня 1967 года.

## Результаты экспериментов
Полученные результаты свидетельствуют об отсутствии пылевого пояса вокруг Земли и позволяют определить природу микроэлементов большинства главных метеоритных потоков, а также в ходе полёта датчиками космического аппарата был зафиксирован ядерный взрыв на территории Китая